# Dawid Czubak
Dawid Czubak (né le 30 septembre 1998 à Turek) est un coureur cycliste polonais.

## Palmarès sur route
- 2016
  - Classement général de la Coupe du Président de la Ville de Grudziadz

## Palmarès sur piste

### Championnats du monde
- Apeldoorn 2018
  - 16e de la poursuite individuelle[1]

### Championnats d'Europe
| Édition / Épreuve          | Kilomètre | Poursuite par équipes | Course aux points | Omnium |
| Athènes 2015 (juniors)     |           | Bronze                |                   | Or     |
| Montichiari 2016 (juniors) | Argent    | Argent                | Or                |        |
| Anadia 2017 (espoirs)      |           | Bronze                |                   |        |

### Championnats de Pologne
- 2015
  -  Champion de Pologne de poursuite par équipes (avec Szymon Krawczyk, Paweł Zaleśny et Mikolaj Sójka)
  - 2e de la course aux points
- 2019
  - 2e de l'américaine espoirs
  - 3e de la poursuite par équipes espoirs